# Ben Troupe
Ben Troupe (Swainsboro, 1º settembre 1982) è un ex giocatore di football americano statunitense della NFL.

## Nella NFL
Scelto al draft dai Tennessee Titans, nella sua stagione di debutto ha giocato 14 partite di cui 7 da titolare ricevendo 33 volte per 329 yard con 1 touchdown e 2 fumble di cui uno recuperato.
Nella stagione 2005 ha giocato 15 partite di cui 11 da titolare ricevendo 55 volte per 530 yard con 4 touchdown e 2 fumble.
Nella stagione 2006 ha giocato 10 partite di cui 9 da titolare ricevendo 13 volte per 150 yard con 2 touchdown, inoltre ha recuperato 2 fumble.
Nella stagione 2007 ha giocato 16 partite di cui 2 da titolare ricevendo 5 volte per 47 yard, ha fatto anche una corsa perdendo una yard e 2 ritorni su kickoff per 21 yard.
Nella stagione 2008 è passato prima ai Tampa Bay Buccaneers scendendo in campo 2 partite con lo special team, poi è passato ai Raiders firmando il 19 settembre, ma il 21 ottobre è stato messo sulla lista infortunati senza aver mai giocato una partita. Il 18 novembre ha terminato il contratto con i Raiders.